# Bajdy (województwo podkarpackie)
Bajdy – wieś w Polsce, położona w województwie podkarpackim, w powiecie krośnieńskim, w gminie Wojaszówka.
| SIMC    | Nazwa         | Rodzaj    |
| ------- | ------------- | --------- |
| 0361850 | Dębina        | część wsi |
| 0361867 | Małe Bajdy    | część wsi |
| 0361873 | Na Łąkach     | część wsi |
| 0361880 | Pasze         | część wsi |
| 0361896 | Pogorzałki    | część wsi |
| 0361904 | Tłoki         | część wsi |
| 0361910 | Wielkie Bajdy | część wsi |

W 1848 roku miało miejsce uwłaszczenie chłopów w wyniku którego wieś stała się własnością mieszkających w niej rolników (Uwłaszczenie chłopów na ziemiach polskich). W 1873 właścicielem majątku ziemskiego we wsi był August Gorayski.
W latach 1975–1998 miejscowość administracyjnie należała do województwa krośnieńskiego.